# Teatro Imprensa
Teatro Imprensa foi um teatro brasileiro localizado em São Paulo, no bairro do Bixiga. O teatro pertencia ao Grupo Silvio Santos, por meio do Centro Cultural Grupo Silvio Santos.

## História
Inaugurado em 1988, era um teatro de pouca expressão sem peças ou produções prestigiadas pelos críticos e público. Em 1994, Cintia Abravanel assumiu a direção e contra todas as expectativas e previsões da diretoria do Grupo Silvio Santos, ela reinventou o Teatro Imprensa, dando-lhe glamour e prestígio até dos mais exigentes críticos e produzindo peças e eventos com os atores e atrizes mais conceituados. No início, com mais amor e vontade do que experiência, Cintia venceu todos os obstáculos e se consagrou com o posto que assume e deteve há 16 anos. Adquiriu o respeito de toda a diretoria e fez do Teatro, orgulho do Grupo Silvio Santos. O Teatro Imprensa fazia parte do circuito cultural e lazer da cidade de São Paulo. Sua estrutura contava com capacidade para 509 pessoas. Possuía equipamento próprio de som e de iluminação, bilheteria informatizada, café e bomboniere, estacionamento conveniado, ar condicionado e acessos para deficientes.[carece de fontes?]
Em 2011, o teatro fechou as portas depois de 23 anos em meio a problemas financeiros do grupo após a venda do Banco PanAmericano. Cuja última apresentação do teatro foi a peça Doze Homens e Uma Sentença.